# I. János Pál pápa
Boldog I. János Pál pápa (született: Albino Luciani; Forno di Canale, Olaszország, 1912. október 17. – Vatikán, 1978. szeptember 28.) a 263. római pápa 1978-ban.
Mindössze 33 napos uralkodása (1978. augusztus 26. – 1978. szeptember 28.) nem tette lehetővé, hogy bíborosokat nevezzen ki, és nem jutott idő pápai körlevél (enciklika) kiadására sem. Egyszerű, közvetlen és derűs személyisége miatt azonnal óriási népszerűségre tett szert, ezért a népnyelv elnevezte „mosolygós pápának”. Nyilatkozatai szerint folytatni kívánta a második vatikáni zsinat által elindított reformfolyamatokat, valamint alapvető változásokat tervezett a katolikus egyház működésében.

## Élete
Albino Luciani egy észak-olaszországi kis hegyi faluban, a Velencétől 100 km-re északra fekvő Forno di Canaléban (1964 óta Canale d’Agordo) született 1912. október 17-én. Édesapja, Giovanni Luciani sokáig vendégmunkás volt Svájcban – csakúgy, mint édesanyja, Bortola Tancon is –, majd a velence-muranói üveggyár alkalmazta üvegfúvómesterként. A család nagy szegénységben élt (Albino nővére többször koldulni kényszerült), de négy gyermeküket annál nagyobb szeretetben és hitben nevelték. Albino már hatéves korában kijelentette, hogy pap szeretne lenni, valahol szülőfaluja környékén. Elhatározását rokonsága is támogatta.
Elemi iskolai tanulmányait Bellunóban kezdte 1918 októberében, majd 1923-ban felvették a feltrei kisszemináriumba, 1928-tól pedig a bellunói szeminárium növendéke lett. Az ifjú Lucianit mindvégig az intézet egyik legjobb tanulójaként tartották számon, mivel kitűnt szorgalmával és feltűnően jó memóriájával. Iskolái végeztével, 1935. július 7-én a bellunói Szent Péter-bazilikában pappá szentelték, majd július 9-én kinevezték szülőfaluja káplánjává, ám még ugyanazon év december 18-án megkapta felmentését is: Agordóba helyezték át segédlelkésszé, és az ottani Bányaműszaki Intézetben hittant oktatott.
Állomáshelyét két év múlva el kellett hagynia. 1937 júliusától tíz éven át a bellunói szeminárium igazgatóhelyettesi funkcióját töltötte be, az új tanévtől – egyfajta mindenesként – dogmatikát, filozófiát, egyházjogot, patrisztikát, egyházi művészetet, homiletikát, illetve katetekikát tanított, diákjai körében nem kis sikerrel.
1947. február 27-én a római Pápai Gergely-Egyetemen (Pontificia Università Gregoriana) teológiai doktorátust szerzett. Disszertációját, amely 1950 márciusában nyomtatásban is megjelent „Az emberi lélek eredete Antonio Rosmini szerint” címmel írta.
Novembertől Girolamo Bortignon bellunói püspök titkára, december 16-tól pápai kamarás, valamint az egyházmegyei szinódus titkára lett. 1948. február 2-án kinevezték az egyházmegye provikáriusává (helyettes helynök) és az egyházmegyei hitoktatási intézet igazgatójává. Itteni gyakorlati tapasztalatairól szól az 1949 decemberében közreadott Katekézis morzsákkal című könyvecskéje, amely hamarosan hét kiadást ért meg. 1954. február 6-tól a bellunói püspök általános helynöke tisztséget töltötte be.
XXIII. János pápa 1958. december 15-én kinevezte Vittorio Venetó-i püspökké, majd december 27-én felszentelte a Római Szent Péter-bazilikában. Hivatalát 1959. január 11-én vette át. Mint püspök vett részt a második vatikáni zsinat ülésszakaszain: I. 1962. október 8. – december 8. (Róma); II. 1963. szeptember 28. – december 4. (Róma); III. 1964. szeptember 13. – november 21. (Róma); IV. 1965. szeptember 13. – december 9. (Vatikán). A zsinat berekesztése után visszatért egyházmegyéjébe. 1966. augusztus 16. és szeptember 2. között kéthetes hivatalos látogatást tett Burundiba.
1969. december 15-én VI. Pál pápa felmentette a Vittorio Venetó-i püspökségből, és velencei pátriárkává nevezte ki, hivatalát február 8-án foglalta el. Az egyházmegye lelkipásztori vizitációját már október 25-én megkezdte.
1970. február 1-jén Vittorio Veneto díszpolgára is lett.
Az 1970. szeptember 28. – november 5. között tartott II. Püspöki Szinóduson felszólalt A papok lelkipásztori szolgálata és az igazság a Világban címmel.
1972 júniusában az Olasz Püspöki Konferencia alelnökévé választotta. E tisztséget három évig töltötte be. 1972. szeptember 16-án fogadta a Velencébe látogató VI. Pál pápát, aki pápai stóláját Luciani pátriárka nyakába akasztotta.
1973. március 5-én VI. Pál pápa bíborossá nevezte ki.
Az 1974. szeptember 27. –október 26. között tartott III. Püspöki Szinóduson előadást tartott Evangelizáció a modern Európában címmel.
1975. május 18-án Németországban tett lelkipásztori látogatást, november 6. és november 21. között pedig Brazíliában.
1976 januárjában publikálta fiktív levelekből összeállított Illustrissimi című könyvét. (Magyarul: Illusztris barátaim! Eisenstadt, Prugg Verlag, 1981)
Az 1977. szeptember 30. – október 29. között tartott IV. Püspöki Szinóduson előadást tartott A hitoktatás korunkban címmel.
1978. augusztus 6-án meghalt VI. Pál pápa. Luciani bíboros augusztus 10-én érkezett Rómába. 1978. augusztus 26-án, a konklávé második napján, a harmadik fordulóban pápává választották. Ez az eredmény meglepte, csak társai biztatására fogadta el a tisztséget. „Quid mihi fecistis? Dominus parcat vobis” (Mit tettetek velem? Az Úr bocsásson meg nektek!) szólt a megválasztóihoz. Az I. János Pál nevet vette fel. Névválasztásával azt jelezte, hogy XXIII. János pápa és VI. Pál pápa örökségét folytatja, de nemcsak követőjük lesz pápai tevékenységében, hanem el is tér tőlük.
1978. augusztus 27-én először hangzott el rádióüzenete „Urbi et orbi” pápai áldással.
1978. szeptember 3-án a Vatikánban ünnepélyesen megkezdte legfőbb pásztori szolgálatát.
1978. szeptember 28-án halt meg dolgozószobájában, a vatikáni Apostoli Palotában.
1978. október 4-én Carlo Confalonieri bíboros-dékán temette el, Róma városa szó szerint megsiratta a mosolygó pápát, mert a temetési szertartás kezdetén eleredt az eső és csak a végén állt el. Az eső ellenére több mint egymillió hívő zarándokolt ravatalához, hogy személyesen búcsúztassa el Luciani pápát.
1979. augusztus 26-án szülőfalujába, amelynek a főtéren a templommal szemben található a Papa Luciani-emlékház, ellátogatott II. János Pál pápa.

## Pontifikátusa

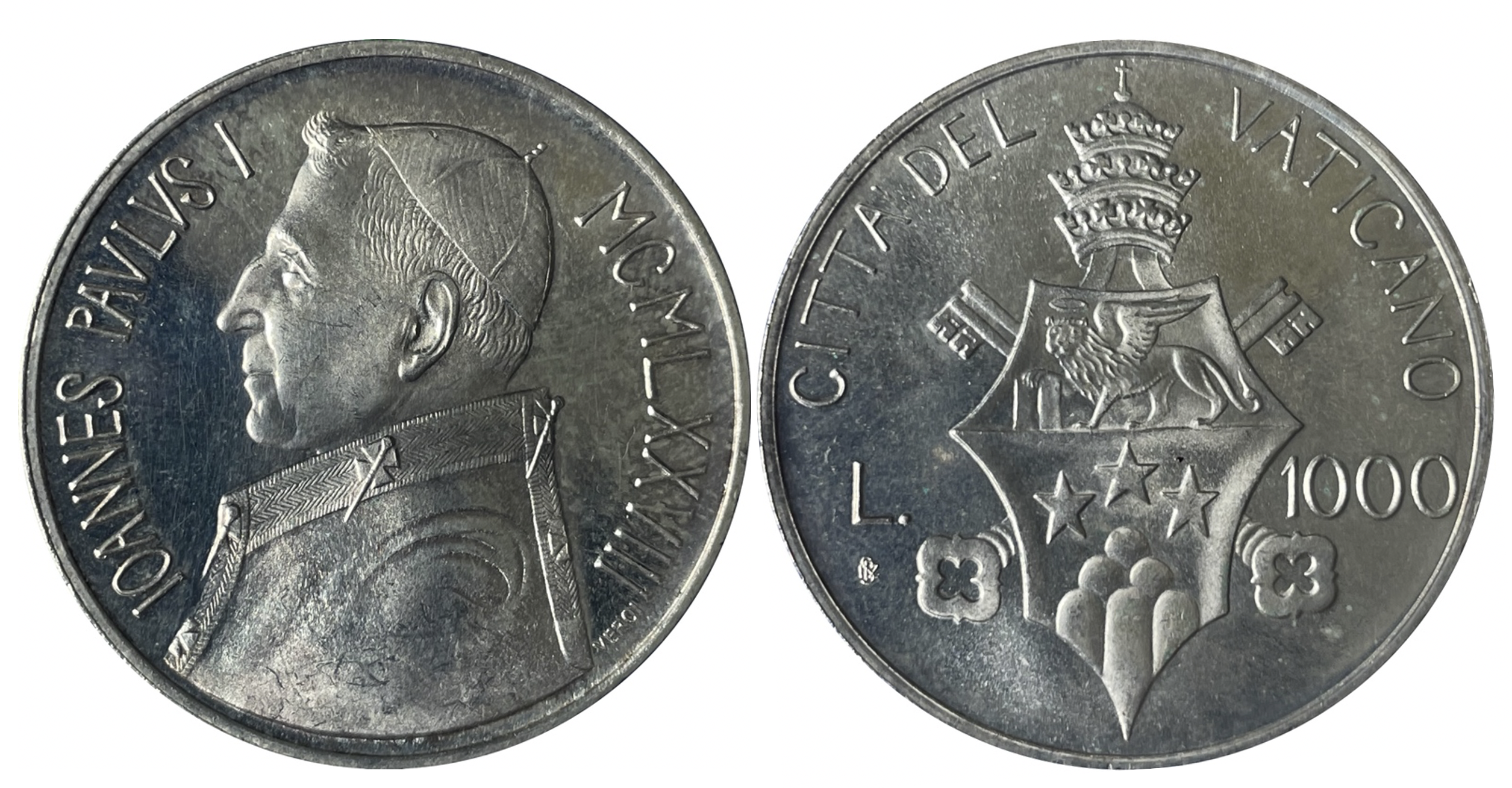
1978-ban kiadott 1000 lírás érme János Pál képmásával

I. János Pál pápa rövid pontifikátusa nem tette lehetővé, hogy elképzeléseit kiteljesítse. Az általa elképzelt reformokat végül is II. János Pál pápa vezette be, aki alapvetően reformálta meg az egyházat. (II. János Pál pápa nevét I. János Pál tiszteletére vette fel, ezzel jelezve, hogy az ő nyomdokain akar járni.)
I. János Pál érzékelte az egyház hanyatlását (a kapitalista társadalmakban csökkenő egyházi befolyás, a szocializmussal kialakult modus vivendi), aggodalommal töltötte el a harmadik világ élete, a Vatikán helyzete (a fényűzés ellen, a bíborosok ellen akart fellépni, rendbe kívánta tenni a Vatikáni Bankot, amelynek vezetőit 34 év múltán, 2012-ben vád alá is helyezték hűtlen kezelés gyanújával), és az egyházat nyitottá akarta tenni az emberek előtt.
Mint teológus konzervatív nézeteket vallott, VI. Pál pápa 1968-as nézeteit (Humanæ Vitæ) vallotta a szexualitással kapcsolatban is.

## Halála

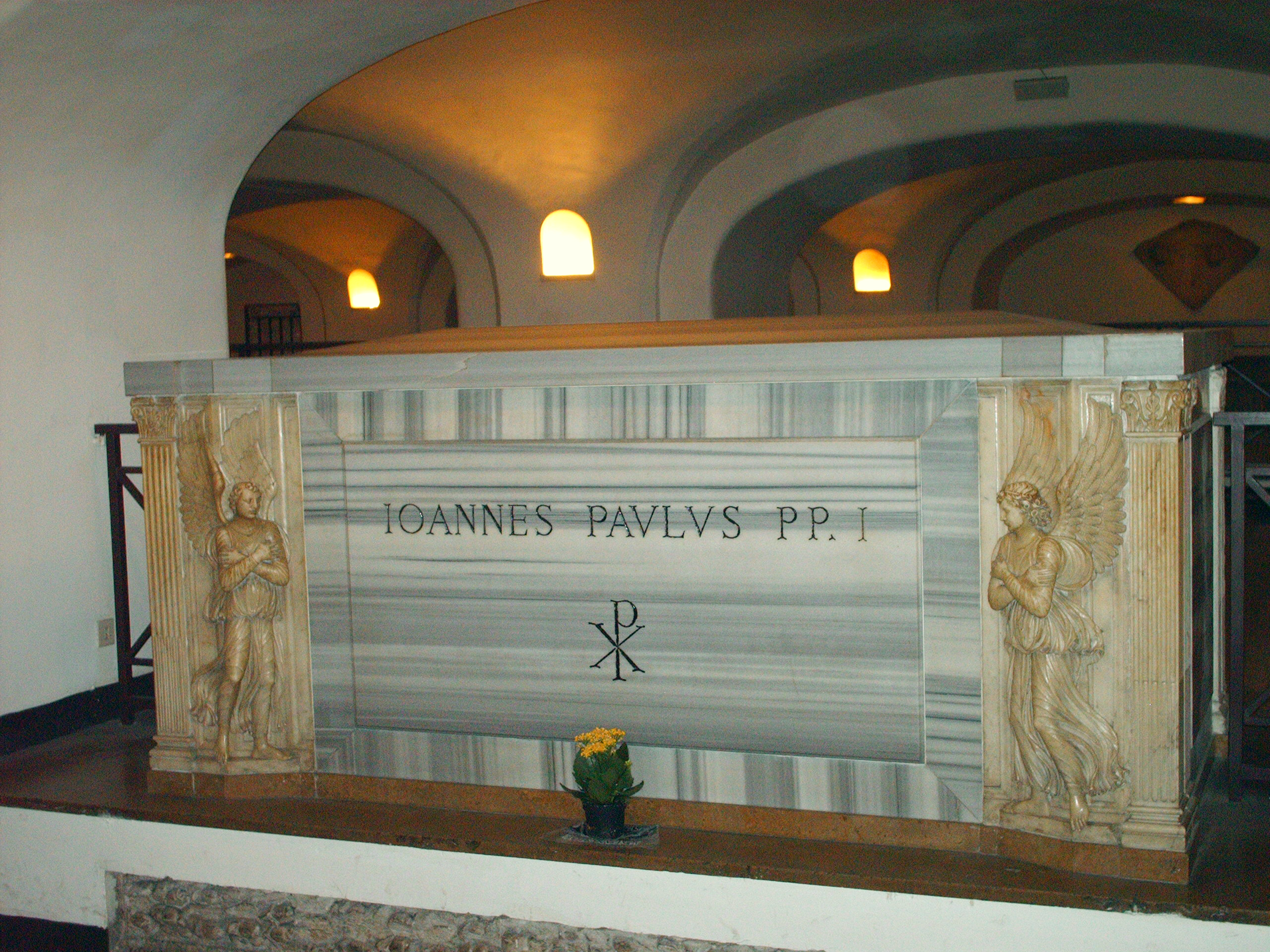
Sírja

I. János Pál pápa megválasztása után 33 nappal halt meg, máig rejtélyes körülmények között. A hivatalos közlemény szerint halálát szívelégtelenség okozta. (A pápák holttestét nem boncolják fel, így ez a hivatalos közlemény csak a tapasztalt tünetek alapján született. A boncolást egyébként nem tiltja a kánonjog vagy bármi egyéb, viszont a holttestet a lehető leghamarabb bebalzsamozták, így lehetetlenné vált a halál okának megállapítása). Halála után hat nappal helyezték örök nyugalomra, a Szent Péter-bazilika grottájában.
Halálának körülményeiről azóta is spekulációk folynak, egyesek szerint megmérgezték, mert nyilvánosságra akarta hozni a vatikáni bank botrányában érintett bíborosok nevét, mások szerint azért, mert az adminisztrációban akart jelentős változásokat bevezetni, és fel akarta számolni a vatikáni korrupciót, valamint meg akarta törni egyes bíborosok hatalmát. Ezt a teóriát egy Jesus López Sáez szalézi szerzetes El dia de la cuenta című (angol címe: The Day of Reckoning) könyvében próbálja bizonyítani, valamint David A. Yallop In God's Name című könyvében. Az igazi előrelépés közelgő boldoggá avatása lesz, amikor exhumáltatni kell majd a Vatikáni Grottából.

## Szentté avatási eljárása
Belluno püspöke 2002. augusztus 26-án jelentette be I. János Pál pápa boldoggá avatási perének megkezdését. A pápa szentté avatását háromszázezer hívő aláírásával (és igen jelentős anyagi hozzájárulásával) támogatta.
II. János Pál pápa elődje kanonizációjának ügyét Pasquale Liberatore SDB (szalézi) szerzetesre bízta.
2006 novemberében befejeződött a szentté avatás egyházmegyei szakasza. A szentmisén felolvasták az összes tanúvallomást, amely a pápa életszentségét méltatta. Érdekesség, hogy Belluno-Feltre püspöke az a Giuseppe Andrich, aki maga is Canale d’Agordóban született 1940-ben, így ismerhette I. János pápát.
2022. szeptember 4-én Ferenc pápa boldoggá avatta.

## Általa eltörölt szokások
Amikor a szertartáson a bíborosok elmondják a Miatyánkot, hódolatuk jeleként térdre ereszkedtek, hogy kifejezzék hódolatukat az új pápának. Ezt a szokást I. János Pál eltörölte. Az általa eltörölt szertartások közé tartozik a pápai tiarával való megkoronázás is (bár szigorúan véve egyik utódát sem kötik ezek a döntései, bármelyikük megváltoztathatja őket). I. János Pál óta a pápák első nyilvánosan pontifikált pápai miséjük keretében ünnepélyesen megkezdik legfőbb pásztori szolgálatukat (II. János Pál pápa Universi Dominici gregis kezdetű apostoli konstitúciójában szabályozta legutóbb a kérdést).

## Érdekességek
- A szívbeteg, sokat gyengélkedő Luciani már 1958-ban is el akarta hárítani a püspöki kinevezést, egészségi állapotára hivatkozva. „Ha meg akar halni, haljon meg püspökként” – mondta XXIII. János pápa, és ragaszkodott jelöltjének felszenteléséhez.
- Ő volt az első pápa, aki tudatosan az I. sorszámot adta nevének, addig mindig utólag került megkülönböztetésként a név elé. („Azért használom az I. megjelölést, mert nem sokáig leszek pápa, és úgy gondolom, hogy az utódom is János Pál lesz…” – mondta.)
- 33 napnyi regnálása a római pápák sorában nem a legrövidebb, 10 pápa ennél is rövidebb ideig töltötte be hivatalát.
- Ő volt az első pápa, aki kettős nevet vett fel XXIII. János pápa és VI. Pál pápa tiszteletére.
- I. János Pál pápa személyében először adott (származása szerint) a munkásosztály pápát a katolikus egyháznak.
- I. János Pál volt az első pápa, akit nem koronáztak meg. (Az utolsó pápa, akit a hármas koronával megkoronáztak, VI. Pál volt, bár a koronázás után már ő sem viselte a tiarát.)
- I. János Pál pápa megérezte, hogy uralkodása rövid ideig fog tartani, sőt azt is, hogy ki fogja követni őt a pápai trónon: „idegenként” nevezte meg, vagy úgy, hogy „ő, aki előttem ült a konklávén”. (John Magee ír püspök, aki 1968 és 1984 között pápai titkár volt, megnézte az 1978-as év első konklávéjának az ülésrendjét: Luciani pátriárka előtt Karol Wojtyła bíboros ült.)
- Az Osservetore Romano „cenzúrázta”, azaz szerkesztve közölte I. János Pál szabadon elmondott beszédeit, például az általa használt „én”-t mindig a hagyományos fejedelmi többesre cserélte. (II. János Pál pápa egy hónappal az 1978. október 16-i beiktatása után ezt mondta: „Az elődömnek megmondták, hogy mit és mikor kell tennie. Ez lehetett az oka az idő előtti halálának. Nekem ne mondják meg, hogy mit kell tennem és mikor. Én leszek, aki dönt. Nem hagyom, hogy megöljenek.” – Nota bene: vatikáni pletykák szerint a „II. János Pál” nevet mégis csak a konklávé nyomására választotta, hiszen ő I. Szaniszló kívánt volna lenni…
- Rejtélyes halála A Keresztapa III. című filmnek is témája volt.
- Az Olasz Televízió 2006. október 23-án és 24-én mutatta be Isten mosolya címmel az Albino Luciani életét feldolgozó két részes tévéfilmet. A két, több mint másfél órás műsort több mint 10 millió néző látta a RAI UNO adásában. A filmet XVI. Benedek pápa is megnézte, s elismerően szólt a filmről, különösen az Albino Lucianit megszemélyesítő Neri Marcoréról. A pápa elcsukló hangon jegyezte meg, hogy a 28 évvel ezelőtti eseményen ő is részt vett és Luciani pátriárka pápává választása és szelíd mosolya azóta is emlékezetében él. A filmben Luciani életét születésétől kezdve egész papi pályáját végéig kísérhetjük, bevágások vannak 1978-as megválasztása archív képeiből is.

## Művei
- Documenta Catholica Omnia (latin nyelven). Cooperatorum Veritatis Societas. (Hozzáférés: 2011. december 6.)

### Művei magyarul
- Őszinte híve: Albino Luciani – Levelek neves személyiségeknek (ford. Kerényi Dénes), Kairosz Kiadó, Budapest, 2008, ISBN 978963-6621-001, 231 o.